# Dagmar Kift
Dagmar Kift (* 1. Februar 1954 in Regensburg; † 23. April 2020) war eine deutsche Historikerin.

## Leben
Kift studierte Geschichte Geschichte, Germanistik, Soziologie und Jura an der Freien Universität Berlin sowie Geschichte am St Anne’s College und St Antony’s College der Universität Oxford. Im Jahr 1989 wurde sie an der Freien Universität mit einer Arbeit über „Arbeiterkultur im gesellschaftlichen Konflikt. Die englische Music Hall im 19. Jahrhundert“ promoviert. Von 1987 bis 2019 arbeitete Kift im LWL-Industriemuseum. Als wissenschaftliche Referentin und Kuratorin war sie dort u. a. Projektleiterin für die Dauerausstellung des Museumsstandortes Zeche Zollern in Dortmund (Eröffnung 1999), der Ausstellung „Aufbau West. Neubeginn zwischen Vertreibung und Wirtschaftswunder“ (2005) sowie des EU-Projekts Work with Sounds (2013–2015); außerdem arbeitete sie mit am Internetportal FRAUEN.ruhr.GESCHICHTE. Von 2013 bis zu ihrer Pensionierung 2019 leitete sie den Wissenschaftlichen Dienst des Museums und war stellvertretende Direktorin. Bis 2017 war sie Vorstandsmitglied von WORKLAB, der internationalen Vereinigung für Arbeitermuseen, und bis 2019 Mitglied im Vorstand der Fritz-Hüser-Gesellschaft, deren Kooperation mit dem LWL-Industriemuseum hat sie mit zahlreichen Tagungen und Publikationen mit Leben gefüllt.
Kift war bis 2014 mit dem britischen Schriftsteller Roy Kift verheiratet; gemeinsam hatten sie zwei Töchter.

## Forschung
Kift forschte über die europäische Sozial- und Kulturgeschichte des Industriezeitalters. Ihre Arbeits- und Publikationsschwerpunkte waren die Arbeiter-, Jugend- und Revierkultur, die Bergbau-, Frauen- und Freizeitgeschichte sowie die Themen Migration und kulturelle Vielfalt.

## Publikationen (Auswahl)
- (Herausgeberin, mit Joachim Henneke und Thomas Schleper) die welt neu denken. Beiträge aus dem Eröffnungssymposium 100 jahre bauhaus im westen. Aschendorff, Münster 2019, ISBN 978-3-402-24648-1.
- (Herausgeberin, mit Stefan Berger, Eckhard Schinkel und Hanneliese Palm) Bergbaukulturen in interdisziplinärer Perspektive. Diskurse und Imaginationen. Klartext, Essen 2018, ISBN 978-3-8375-1290-8.
- Die Männerwelt des Bergbaus. Bochum 2011 (= Schriften der Stiftung Bibliothek des Ruhrgebiets, Heft 32), ISBN 978-3-8375-0507-8.
- Kumpel Anton, St. Barbara und die Beatles. Helden und andere Leitbilder im Ruhrrevier nach 1945. (Ausstellungskatalog). Klartext, Essen 2010, ISBN 978-3-8375-0415-6.
- (Herausgeberin, mit Dietmar Osses) Polen – Ruhr. Zuwanderungen zwischen 1871 und heute. Klartext, Essen 2007, ISBN 978-3-89861-851-9.
- (Herausgeberin, mit Hanneliese Palm) Arbeit – Kultur – Identität. Zur Transformation von Arbeitslandschaften in der Literatur (= Schriften des Fritz-Hüser-Instituts für Literatur und Kultur der Arbeitswelt, Bd. 15). Klartext, Essen 2007, ISBN 978-3-89861-753-6.
- (Herausgeberin) Aufbau West. Neubeginn zwischen Vertreibung und Wirtschaftswunder. (Ausstellungskatalog). Klartext, Essen 2005, ISBN 978-3-89861-542-6.
- Sonntagsbilder. Laienkunst aus dem Ruhrbergbau. (Ausstellungskatalog). Klartext, Essen 2003, ISBN 978-3-88474-753-7.
- „Musterzeche“ Zollern II/IV. Museum für Sozial- und Kulturgeschichte des Ruhrbergbaus. Museumsführer. Klartext, Essen 1999, ISBN 978-3-88474-819-0 (englische Übersetzung: The Zollern II/IV „modell“ collery. The Museum of Social and Cultural History of Coal Mining in the Ruhrarea – museum guide. Klartext, Essen 2000, ISBN 978-3-88474-904-3).
- (Herausgeberin, mit Olge Dommer) Keine Herrenjahre. Jugend im Ruhrbergbau 1898–1961. Das Beispiel Zeche Zollern II/IV. Klartext, Essen 1998, ISBN 3-88474-690-1.
- The Victorian Music Hall. Culture, Class and Conflict. Cambridge University Press, Cambridge u. a. 1996, ISBN 978-0-521-47472-6.
- (Herausgeberin) Kirmes, Kneipe, Kino. Arbeiterkultur im Ruhrgebiet zwischen Kommerz und Kontrolle (1850–1914). Schöningh, Paderborn 1992, ISBN 3-506-79579-1.
- Arbeiterkultur im gesellschaftlichen Konflikt. Die englische Music Hall im 19. Jahrhundert (= Schriften des Fritz-Hüser-Instituts für Deutsche und Ausländische Arbeiter-Literatur der Stadt Dortmund, Reihe 2: Forschungen zur Arbeiterliteratur, Bd. 7). Klartext, Essen 1991. Zugleich: Phil. Diss. Freie Universität Berlin 1989), ISBN 3-88474-154-3.
- (Herausgeberin, mit Karl Ditt) 1889. Bergarbeiterstreik und Wilhelminische Gesellschaft. Von der Linnepe, Hagen 1989, ISBN 3-921297-95-8.